# Tradescanticola
Tradescanticola is een geslacht van vlinders uit de familie wespvlinders (Sesiidae), onderfamilie Sesiinae.
Tradescanticola is voor het eerst wetenschappelijk beschreven door Hampson in 1919. De typesoort is Sesia uniformis.

## Soort
Tradescanticola omvat de volgende soort:
- Tradescanticola yildizae Kocak, 1983